# Metalpheus rostratipes
Metalpheus rostratipes är en kräftdjursart som först beskrevs av Pocock 1890.  Metalpheus rostratipes ingår i släktet Metalpheus och familjen Alpheidae. Inga underarter finns listade i Catalogue of Life.